# La Trinidad Vista Hermosa (kommun)
La Trinidad Vista Hermosa är en kommun i Mexiko.   Den ligger i delstaten Oaxaca, i den sydöstra delen av landet, 250 km sydost om huvudstaden Mexico City.
Följande samhällen finns i La Trinidad Vista Hermosa:
- La Trinidad Vista Hermosa